# James Ramsay Drummond
James Ramsay Drummond (1851-1921) fue un botánico escocés.

## Algunas publicaciones

### Libros
- james ramsay Drummond, David Prain. 1907. Notes on Agave and Furcraea in India. Ed. Office of the Superintendent, Govt. Print. 271 pp. Reeditó en 2007 Kessinger Publishing, 200 pp. ISBN 0548476683
- -------. 1907. 	The literature of Furcraea with a synopsis of the known species. 51 pp. Reeditó en 2010 Kessinger Publishing, 64 pp. ISBN 1120898676
- -------.1911. The Grewias of Roxburgh. J. of Botany. 109 pp.
- -------, john Hutchinson. 1920. A revision of Isopyrum (Ranunculaceae) and its nearer allies. 25 pp.

## Honores

### Epónimos
- (Acanthaceae) Blepharis drummondii Vollesen[1]
- (Amaranthaceae) Ptilotus drummondii var. elongatus Benl[2]
- (Asteraceae) Aster drummondii Lindl. var. parviceps (Shinners) A.G.Jones[3]
- (Asteraceae) Haplopappus drummondii S.F.Blake[4]
- (Caryophyllaceae) Arenaria drummondii Shinners[5]

- La abreviatura «J.R.Drumm.» se emplea para indicar a James Ramsay Drummond como autoridad en la descripción y clasificación científica de los vegetales.[6]